# Anuar Manan
Anuar Manan (Kuala Terengganu, 11 oktober 1986) is een Maleisisch voormalig wielrenner.

## Carrière
Hij won onder andere in 2007 en 2011 een etappe in de Ronde van Hainan en in 2010 een etappe in de Ronde van Langkawi. Hij won in totaal 10 etappes in de Ronde van Maleisië en is daarmee recordhouder.

## Palmares
2007
3e en 6e etappe Jelajah Malaysia
9e etappe Ronde van Azerbeidzjan
2e etappe Ronde van Hainan
2008
2e, 3e en 5e etappe Jelajah Malaysia
2e etappe Melaka Chief Minister Cup
2009
4e en 5e etappe Jelajah Malaysia
1e etappe Perlis Open
Eindklassement Perlis Open
2010
5e etappe Ronde van Langkawi
3e en 4e etappe Ronde van Thailand
2e etappe Ronde van Oost-Java
2011
4e etappe Jelajah Malaysia
2e etappe Ronde van Brunei
5e etappe Ronde van Hainan
2013
Puntenklassement Ronde van Borneo
1e etappe Ronde van Oost-Java
2015
3e en 5e etappe Jelajah Malaysia
Avery · Boillat · Butler · Clarke · Friedemann · Gardeyn · Jiang · Jiao · Kemps · Kirsipuu · Lewis · Liu · Manan · Ojavee · Othman · Wong · Wu · Wurf · Xu
Cəbrayılov · Clarke · Craven · Ebsen · Huseby · İsgəndərov · İsmayılov · Əsədov · Lane · Manan · McConvey · Mustafayev · Nağıyev · Pozdnijakov · Rogers · Schweizer · Soeroetkovytsj · Hüseynzadə (stagiair)
Abdul Hamid · Duarte · Ebsen · Hamdan · Manan · Mat Senan · Mohammed Bakri · Rusli · Zulkifle